# Nami Inamori
Nami Inamori –en japonés, 稲森 奈見, Inamori Nami– (15 de octubre de 1993) es una deportista japonesa que compite en judo. Ganó una medalla de plata en los Juegos Asiáticos de 2014, y dos medallas en el Campeonato Asiático de Judo, oro en 2017 y bronce en 2015.

## Palmarés internacional
| Juegos Asiáticos    | Juegos Asiáticos        | Juegos Asiáticos  | Juegos Asiáticos |
| Año                 | Lugar                   | Medalla           | Categoría        |
| ------------------- | ----------------------- | ----------------- | ---------------- |
| 2014                | Incheon (Corea del Sur) | Medalla de plata  | +78 kg           |
| Campeonato Asiático |                         |                   |                  |
| Año                 | Lugar                   | Medalla           | Categoría        |
| 2015                | Kuwait (Kuwait)         | Medalla de bronce | +78 kg           |
| 2017                | Hong Kong (China)       | Medalla de oro    | +78 kg           |